# دشمة الشيلك
دُشْمَة الشَّيلَك أو دُشْمَة الفريز فطر من جنس الدشمة يصيب الشيلك. أضرارها محدودة لأنها قليلة الأذى وانتشارها منوط ببيئة خاصة قوامها رطوبة التربة وحرارة الجو.